# Frede Christoffersen
Frede Christoffersen (født 15. april 1919 i Borup, død 29. maj 1987 i Humlebæk) var en dansk maler og illustrator.

## Biografi
Christoffersen tilbragte som ung en kort periode på Kunsthåndværksskolen i København, inden han rejste til Østasien i 1940-41. En rejse der resulterede i udgivelsen af hans 20 Smaa sorte Tegninger i 1941. Fra 1942 til 1943 studerede han ved Det Kongelige Danske Kunstakademi, både på den grafiske kunstskole og på malerskolen under Aksel Jørgensen og Vilhelm Lundstrøm. I begyndelsen af 1940'erne begyndte han at illustrere bøger, herunder Nis Petersens Digte (digte) i 1942 og Ester Nagels Mennesker (People, 1943). Han skabte også træsnit, ofte i farver og producerede bogomslag og plakater, men besluttede til sidst at koncentrere sig om at male.
Hans Aften, Lumsås (1952) – en surrealistisk skildring af solen i solide farver gulgrøn, gul, rødbrun, lysegrøn og dybblå – er typisk for hans maleristil og er et af mange værker med solen som motiv. Han skabte også billeder af natten i mørke toner med månens blegkølige lys. Mange af hans værker var i små formater, men han producerede også større malerier som f.eks. i hans vægdekorationer til De Danske Spritfabrikker i København og til Askov Højskole (1957). Som sin kone Agnete Bjerre udstillede han ofte sit arbejde i Den Frie Udstilling.

## Priser
I 1965 blev Frede Christoffersen tildelt Eckersberg-medaljen og i 1986 Thorvaldsen-medaljen.

## Eksterne links
- Illustreret liste over værker af Frede Christoffersen på danske museer Arkiveret 23. oktober 2020 hos  Wayback Machine
- Udvælgelse af Christoffersens værker på Clausens Kunsthandel Arkiveret 26. oktober 2020 hos  Wayback Machine